# Iñigo Idiakez
Iñigo Idiakez Barkaiztegi (ur. 8 listopada 1973 w San Sebastián) – hiszpański piłkarz narodowości baskijskiej występujący na pozycji ofensywnego pomocnika lub napastnika, trener piłkarski.

## Kariera
Lwią część kariery spędził w klubie z rodzinnego miasta, Realu Sociedad. Od 8 listopada 1992 roku (debiut w wygranym 3–0 spotkaniu z Cádiz CF) do 11 maja 2002 roku rozegrał dla Erreala 233 spotkania i zdobył 33 bramki w Primera División. W latach 2002–2004 grał w zespołach z drugiej ligi hiszpańskiej - Realu Oviedo i stołecznym Rayo Vallecano. Później, aż do zakończenia kariery w 2007 roku, był zawodnikiem klubów z Anglii - Derby County (wybrany przez PFA do najlepszej jedenastki sezonu w Football League Championship 2004/2005), Southampton F.C. oraz londyńskich Queens Park Rangers.
W latach 1995–1996 występował w reprezentacji Hiszpanii do lat 21. Został srebrnym medalistą młodzieżowych ME 1996. Znalazł się w kadrze na Igrzyska Olimpijskie w Atlancie i zagrał w trzech spotkaniach tego turnieju.
W 2012 roku był asystentem George'a Burleya w cypryjskim Apollonie Limassol.